# Tsangpa Gyare
Drogueun Tsangpa Gyaré (1161-1211) est le fondateur de l'école Drukpa Kagyu (largement répandue au Bhoutan de nos jours). Il a été un tertön. Il est le fondateur du monastère de Ralung au Tibet. Il fut la première incarnation des Gyalwang Drukpa.
Les bouddhistes tibétains croient que Rechungpa a compilé les Six Saveurs Égales à partir de sources indiennes et que le texte a été caché par Réchungpa, pour être redécouvert ultérieurement par Tsangpa Gyaré.
L'un de ses principaux disciples est Gotsangpa Gonpo Dorje.